# Brasil a Bordo
Brasil a Bordo é uma série de televisão brasileira produzida pela Rede Globo. Foi lançada em 4 de maio de 2017 pela plataforma de streaming Globoplay com todos os episódios completos. Criada por Miguel Falabella, teve roteiro escrito por Artur Xexéo, Flávio Marinho, Antonia Pellegrino e Ana Quintana. Tem direção geral e artística de Cininha de Paula. Foi reapresentada em janeiro de 2018 em episódios semanais pela Rede Globo.
Conta com Miguel Falabella, Arlete Salles, Luis Gustavo, Marcos Caruso, Renata Brás, Stella Miranda, Maria Eduarda de Carvalho, Mary Sheila e Maria Vieira nos papeis principais.

## Produção
Em fevereiro de 2016, com  o fim de Pé na Cova, Miguel Falabella apresentou para a Rede Globo a sinopse de um novo seriado intitulado Brasil a Bordo, o qual abordaria humoradamente a situação precária de uma companhia falida de aviação. A escalação do elenco começou naquele mesmo mês, tendo a previsão inicial de estreia para maio nas noites de domingo, ocupando o lugar que antigamente foi de Sai de Baixo, também criada por Miguel.  Devido a fila de produções de novos produtos, porém, Brasil a Bordo só teve sua pré-produção iniciada em julho. As gravações se começaram em 5 de setembro, tendo a previsão na época de estreia para abril de 2017 junto com a nova programação pós-férias.

### Queda do voo LaMia 2933 e adiamento
Em 28 de novembro ocorreu a queda do Voo LaMia 2933, que matou 71 passageiros da Associação Chapecoense de Futebol e gerou meses de investigações e comoção nacional, fazendo com que o seriado fosse disponibilizado apenas online pelo Globoplay em 4 de maio de 2017, enquanto a exibição em televisão aberta ficou adiada para o segundo semestre em respeito ao luto que o país passava. A série foi novamente adiada para 2018, uma vez que a repercussão do caso do acidente ainda era forte em junho de 2017 e a direção temia que a abordagem do tema pudesse ser vista como negativa. Brasil a Bordo estreou na televisão aberta em 25 de janeiro de 2018. Devido o medo de que outro acidente de grandes proporções pudesse afetar novamente a recepção da série, Brasil a Bordo não foi renovada para uma segunda temporada.

### Escolha do elenco
Ney Latorraca foi confirmado no papel de Durval, porém o ator teve graves problemas de saúde e teve que deixar o elenco, passando o personagem para Marcos Caruso. Dani Calabresa foi convidada especialmente por Miguel Falabella para interpretar Caravelle, porém a direção do humorístico Zorra não liberou a atriz para outros trabalhos. Miguel chegou a contestar a decisão diretamente com a produção da emissora, visto que a atriz estava disposta a fazer os dois trabalhos, porém não conseguiu reverter a decisão, sendo escalada para seu lugar Maria Eduarda de Carvalho. Alessandra Maestrini também foi convidada por Miguel para viver Shaniqwa, visando repetir a parceria entre eles e Stella Miranda de Toma Lá, Dá Cá, porém a atriz já estava escalada para A Cara do Pai e foi substituída por Mary Sheila. Miguel Falabella também trouxe ao elenco a parceira do teatro musical Renata Brás para sua fazer a sua amante Cleonice. 

## Enredo
Berna (Arlete Salles), a matriarca dos Cavalcanti. Desonesta e vaidosa, a empresária é a mente por trás do fracasso da Piorá Linhas Aéreas, companhia que herdou do pai junto com Lucerna e Genebra, suas duas irmãs. Depois que o velho, um apaixonado pela Suíça, deixou este mundo, o trio até chegou a comandar a empresa, mas, quando uma das filhas morreu e a outra fugiu, coube a Berna seguir com a administração do negócio e, é claro, com o sustento da família. E a parentada que habita a mansão dos Cavalcanti inclui os tipos mais peculiares possíveis. Além do marido, Gonçalo (Luis Gustavo), um sujeito mesquinho que ainda consegue se espantar com as mudanças na fisionomia da esposa, Berna divide espaço com os dois cunhados, os comandantes Vadeco (Miguel Falabella) e Durval (Marcos Caruso). Mesmo após o fim dos respectivos casamentos, os dois permaneceram morando na casa e ali passaram a cultivar manias: enquanto um não cansa de procurar por amantes pela internet e nas cidades onde pousa, o outro guarda suas amantes – uma coleção de bonecas infláveis de diferentes nacionalidades – a sete chaves. E ai de quem desrespeitá-las!
Não bastassem os cunhados, a mansão abriga também os filhos deles, os sobrinhos de Berna. Cada um à própria maneira, eles herdaram a excentricidade dos pais e, para honrá-la, contam com maridos à altura. A carente Caravelle (Maria Eduarda de Carvalho), a filha única de Vadeco, seja entre quatro paredes ou durante a jornada de trabalho como comissária da Piorá, vive a suspirar de paixão pelo marido, Johnny Beautiful (Magno Bandarz), um aspirante a músico que cria uma nova canção por minuto acreditando que dominará as paradas de sucesso. Em outro quarto, dormem Decenove (Frank Borges), filho de Durval, e o marido dele, Camilinho (Rafael Canedo). Os dois trabalham como comissários da Piorá, mas estão sempre dispostos a mostrar as maluquices que acontecem no dia a dia da empresa, mesmo que, para isso, precisem se virar contra os parentes. Além dos quartos, a barraca de camping montada no quintal da mansão também tem dono. É onde dorme Jacira (Andrea Dantas), a empregada da casa. Fiel a Berna, mas sem tolerância alguma para receber ordens de ninguém, ela acumula funções dia após dia, limpando avião (Boeing 767-300), mansão e cozinhando, tanto os lanches fora da validade que são servidos aos passageiros durante as viagens da Piorá, quanto as refeições improvisadas que alimentam a família Cavalcanti.

## Elenco
| Intérprete                | Personagem                                 |
| ------------------------- | ------------------------------------------ |
| Miguel Falabella          | Valdemar Larico (Vadeco)                   |
| Arlete Salles             | Bernadete Cavalcanti Galvez (Berna)        |
| Luis Gustavo              | Gonçalo Galvez                             |
| Marcos Caruso             | Durval Fernandes                           |
| Maria Eduarda de Carvalho | Caravelle Larico Veiga                     |
| Stella Miranda            | Almira Catapretra                          |
| Mary Sheila               | Shaniqwa dos Santos                        |
| Maria Vieira              | São José da Beira                          |
| Renata Brás               | Cleonice Pereira                           |
| Magno Bandarz             | João Paulo Veiga Larico (Johnny Beautiful) |
| Frank Borges              | Decenove Fernandes Brotas                  |
| Rafael Canedo             | Camilo Fernandes Brotas (Camilinho)        |
| Andrea Dantas             | Jacira                                     |
| Gabriel Lima              | Maurício Paschoal (Pixuleco)               |
| Niana Machado             | Isaura Dellacova (Babá)                    |

### Participações especiais
| Intérprete             | Personagem                   | Episódio            |
| ---------------------- | ---------------------------- | ------------------- |
| Ângela Vieira          | Cinquentona Livre Quer Dar   | 1º Episódio         |
| Bianca Byington        | Arlete Natari                | 1º Episódio         |
| Carla Daniel           | Passageira                   | 1º Episódio         |
| Kacau Gomes            | Passageira                   | 1º Episódio         |
| Luca de Castro         | Deputado Natari              | 1º Episódio         |
| Alexandre Barbalho     | Alemeirindo Scarpin          | 1º Episódio         |
| Márcia Manfredini      | Drª Meire                    | 2º Episódio         |
| Flávio Pardal          | Noivo                        | 2º Episódio         |
| Catarina Von Seehausen | Noiva                        | 2º Episódio         |
| Sylvia Massari         | Irmã Vera Cruz               | 3º Episódio         |
| Anna Rita Cerqueira    | Garota Doente                | 3º Episódio         |
| Beto Vandesteen        | Gordo                        | 3º Episódio         |
| Kazue Akisue           | Aki                          | 3º Episódio         |
| Murilo Cezar           | Richard Birigui              | 4º Episódio         |
| Larissa Resende        | Passageira                   | 4º Episódio         |
| Osvaldo Mil            | Jorge                        | 5º Episódio         |
| Elaine Albano          | Zebrina                      | 5º Episódio         |
| André Gonçalves        | Ele mesmo                    | 5º Episódio         |
| Bruno Garcia           | Ele mesmo                    | 5º Episódio         |
| Danielle Winits        | Ela mesma                    | 5º Episódio         |
| Fernanda Souza         | Ela mesma                    | 5º Episódio         |
| Giovanna Antonelli     | Ela mesma                    | 5º Episódio         |
| Jorge Fernando         | Ele mesmo                    | 5º Episódio         |
| Otávio Muller          | Ele mesmo                    | 5º Episódio         |
| Tuca Andrada           | Ele mesmo                    | 5º Episódio         |
| Carol Marra            | Oziel (Claudia Leitte cover) | 6º Episódio         |
| Mariana Bassoul        | Shirley                      | 6º Episódio         |
| Fabrícia Santana       | Aeromoça Gringa              | 6º Episódio         |
| David Chaloub          | Capitão Gringo               | 6º Episódio         |
| Paulo Piton            | Capitão Gringo               | 6º Episódio         |
| Chico Terra            | Contratante                  | 7º Episódio         |
| Leonardo Mesquita      | Cover                        | 7º Episódio         |
| Gisele Fraga           | Laura Lisa Young             | 8º Episódio         |
| Rose Abdalah           | Edvânia                      | 8º Episódio         |
| Thiago Pacoa           | Maconheiro                   | 8º Episódio         |
| Karina Marthin         | Passageira                   | 9º Episódio         |
| Charles Daves          | Passageiro                   | 9º Episódio         |
| Hélady Araújo          | Diafana                      | 10º Episódio        |
| Bethy Lagardère        | Genebra Cavalcanti           | 11º – 12º Episódios |
| Selma Lopes            | Dona Isa                     | 11º Episódio        |
| André Marques          | Luís Sérgio                  | 11º Episódio        |
| Maria Bia              | Marcy                        | 11º Episódio        |
| Jhama                  | Mc Trolha                    | 11º Episódio        |
| Beth Lamas             | Sara                         | 11º Episódio        |
| Tony Correia           | Machadinho                   | 11º Episódio        |
| Marcos França          | Fernando                     | 11º Episódio        |
| Victor Varandas        | Entregador                   | 11º Episódio        |
| Carlos Takeshi         | Xinguel                      | 12º Episódio        |
| Alexandre Moreno       | Detetive Meira               | 12º Episódio        |

## Audiência
Os dados são providos pelo IBOPE e se referem ao público da Grande São Paulo.
| #           | Exibição original       | Audiência (Média consolidada) | Ref.   |
| ----------- | ----------------------- | ----------------------------- | ------ |
| 1           | 25 de janeiro de 2018   | 17.2                          | [ 14 ] |
| 2           | 1 de fevereiro de 2018  | 14.3                          | [ 15 ] |
| 3           | 8 de fevereiro de 2018  | 14.7                          | [ 16 ] |
| 4           | 15 de fevereiro de 2018 | 13.0                          | [ 17 ] |
| 5           | 22 de fevereiro de 2018 | 14.9                          | [ 18 ] |
| 6           | 1 de março de 2018      | 14.5                          | [ 19 ] |
| 7           | 8 de março de 2018      | 16.1                          | [ 20 ] |
| 8           | 15 de março de 2018     | 15.1                          | [ 21 ] |
| 9           | 22 de março de 2018     | 15.3                          | [ 22 ] |
| 10          | 29 de março de 2018     | 14.0                          | [ 23 ] |
| 11          | 5 de abril de 2018      | 14.7                          | [ 24 ] |
| 12          | 12 de abril de 2018     | 16.0                          | [ 25 ] |
| Média Geral | Média Geral             | 15.0                          | —      |

- Em 2018, cada ponto representa 71,8 mil domicílios ou 201,1 mil pessoas na Grande São Paulo.